# Aeroportul La Nubia
Aeroportul La Nubia (IATA: MZL, ICAO: SKMZ) este un aeroport din Manizales, Centro Sur⁠(d), Departamentul Caldas, Columbia ce deservește zona Manizales. Aeroportul a fost tranzitat în 2022 de 145.949 de pasageri.
Situat la o altitudine de 2.094 m, aeroportul dispune de 1 pistă.

## Infrastructură

### Piste
Aeroportul dispune de o singură pistă. Pista are orientarea 09/27. 